# Langues kalamianes

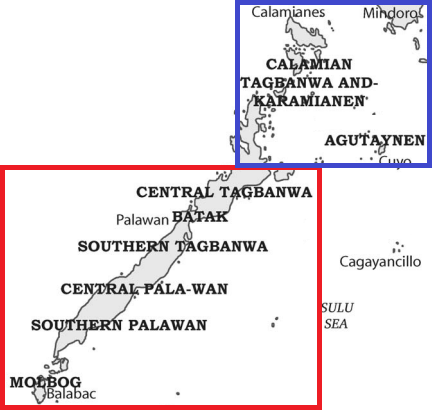
Les langues kalamianes (en bleu, au Nord) et les langues palawaniques (en rouge, au Sud) sur une carte des îles Calamian et de l’île Palawan.

Les langues kalamianes (ou langues kalamian) sont un des petits sous-groupes des langues philippines, un des rameaux de la branche malayo-polynésienne des langues austronésiennes. 
Ces langues sont parlées aux Philippines.

## Classification

Les langues philippines, entourées en bleu

Blust (1991) inclut les langues kalamianes dans le sous-groupe des langues philippines. La composition de ce groupe est la suivante:
- agutaynen
- tagbanwa calamian